# Mezihvězdný objekt

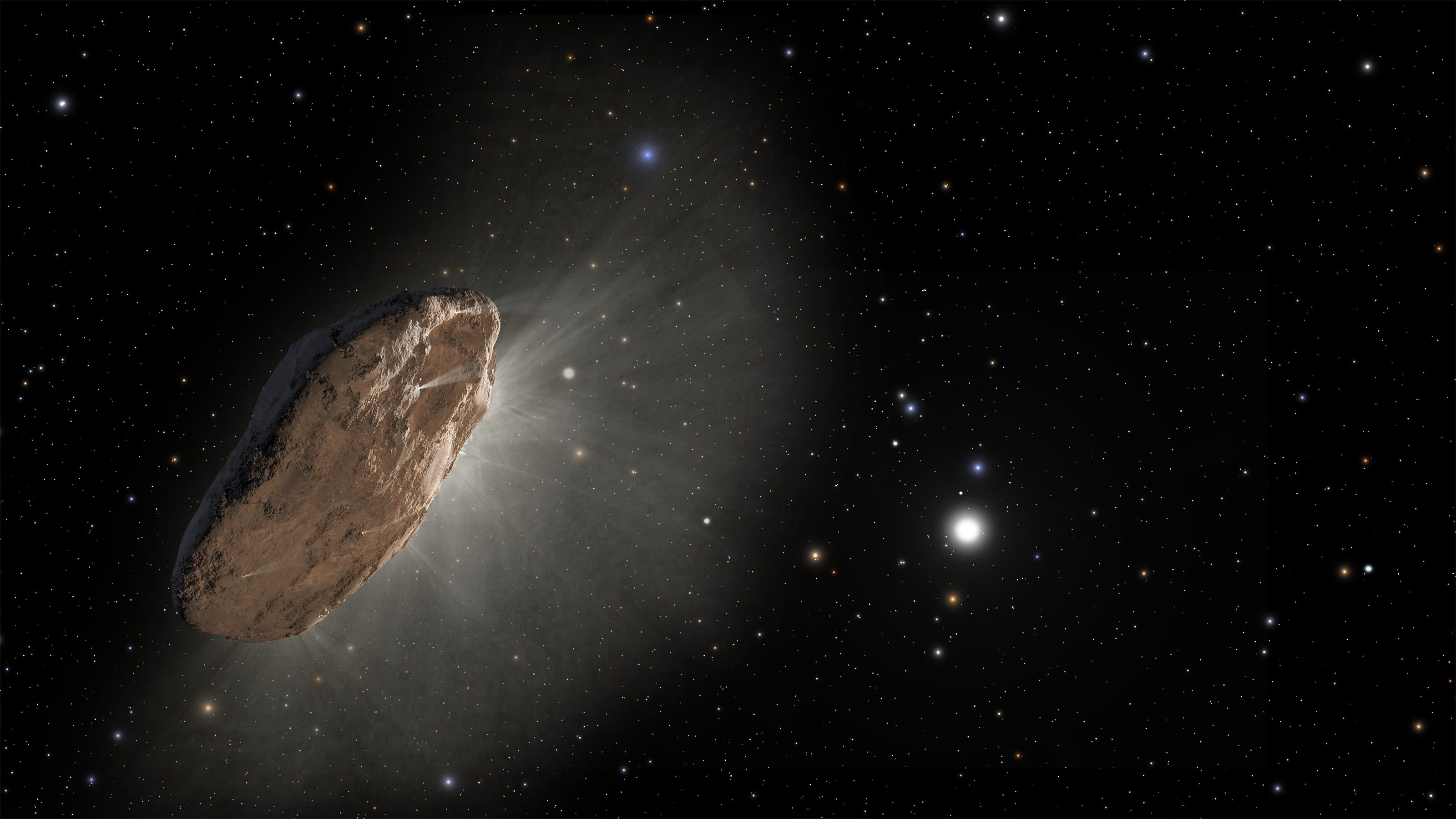
Jedna z uměleckých představ prvního potvrzeného objektu – planetky ʻOumuamua

Mezihvězdný objekt je vesmírné těleso jiné než hvězda, které se pohybuje mezihvězdným prostorem a není gravitačně vázáno k jakékoliv hvězdě. Zahrnuje především toulavé planety, mezihvězdné planetky a komety.

## Přehled mezihvězdných objektů
Prvním doloženým mezihvězdným objektem ve Sluneční soustavě je planetka ʻOumuamua, která byla objevena 19. října 2017. Již dříve se uvažovalo o tom, že komety 96P/Machholz a C/1996 B2 (Hyakutake) jsou původně mezihvězdnými objekty, které byly zachyceny ve sféře gravitačního vlivu Slunce. Naznačuje to jejich chemické složení, které se vymyká obvyklému složení komet, ale neexistují pro to důkazy.
Druhým objektem byla mezihvězdná kometa 2I/Borisov (původním označením C/2019 Q4), která byla objevena 30. srpna 2019 ukrajinským astronomem Gennadijem Borisovem na Krymu.
Uvažuje se i o interstelárním meteoritu CNEOS 2014-01-08 o průměru asi 0,5 m, který shořel v zemské atmosféře 8. ledna 2014 u ostrova Nová Guinea v Tichém oceánu.